# Algae Marinae Exsiccatae
Algae Marinae Exsiccatae (abreviado Algae Mar. Sicc. (Hohenacker) o Alg. Mar. Exsicc.) es un libro con ilustraciones y descripciones botánicas que fue escrito por el misionero suizo-germano y botánico Rudolph Friedrich Hohenacker y publicado en 12 fascículos en los años 1852-1862.

## Publicación
- Fascículo n.º 1. 1-50. 1852.
- Fascículo n.º 2. 51-100. 1852.
- Fascículo n.º 3. 101-150. 1853.
- Fascículo n.º 4. 151-200. 1854.
- Fascículo n.º 5. 201-250. 1855.
- Fascículo n.º 6. 251-300. 1857.
- Fascículo n.º 7. 301-350. 1859.
- Fascículo n.º 8. 351-400. 1860.
- Fascículo n.º 9. 401-450. 1860.
- Fascículo n.º 10. 451-500. 1862.
- Fascículo n.º 11. 501-550. 1862.
- Fascículo n.º 12. 551-600. 1862.